# Oramia solanderensis
Oramia solanderensis là một loài nhện trong họ Agelenidae.
Loài này thuộc chi Oramia. Oramia solanderensis được miêu tả năm 1973 bởi Raymond Robert Forster & Wilton.